# 石榑亜紀子
石榑 亜紀子（いしぐれ あきこ、1978年4月6日 - ）は、日本の気象予報士。一般財団法人日本気象協会勤務を経て、ウイングに所属。

## 略歴・人物
三重県四日市市出身。四日市市立中部西小学校、四日市市立中部中学校、メリノール女子学院高等学校、東京農業大学農学部森林総合科学科卒業。
2008年2月、広島ホームテレビアナウンサーだった前任の田代香子が出産準備のために降板したのを受けてNHK広島放送局に招かれ、同局の気象予報士として活動。田代の産休明け後1年は夜間帯を対応。また、全国のNHK気象キャスターとともに、NPO気象キャスターネットワークに参加している。
2011年3月、NHK広島より3年の期間満了で退局することが発表され、25日の放送が最後の出番となった。その後はかつて勤めていた気象協会に復帰。
2012年4月からはNHK松山で夕方のローカルニュース番組『いよ×イチ』で気象情報を担当し2014年3月末まで担当した。
趣味はマラソンを走ること。広島でも地元の大会に積極的に出場し、番組でその結果を報告していた。
2014年3月31日からはNHK名古屋で朝のローカルニュース番組『おはよう東海』で気象情報を2016年4月1日まで担当した。
2016年4月から2017年3月まではNHK甲府『Newsまるごと山梨』毎週金曜担当。
2017年4月からは2019年3月までNHK甲府『Newsかいドキ』毎週金曜担当。

## 現在の担当番組
- TXNニュース（テレビ東京、土曜[4]夕方担当）

## 過去の担当番組
- ラジオ深夜便 全国の気象情報（NHK、2007年）
- ひるまえワイド 気象情報（NHK広島、2008年2月12日 - 3月）
- ひろもり 気象情報（2008年度）
2009年度は育児中の田代が担当。
- ゆうどきネットワーク 中国地方の気象情報（2008年2月4日から2011年3月25日まで）
- お好みワイドひろしま 気象情報（2008年2月4日から2011年3月25日まで）
上2つは2009年度は原則隔週の出演。
- 広島ニュース845（2009年3月30日から2011年3月25日まで、平日完全担当）
- まるごと千葉60分 気象情報（NHK千葉FM、2006・2011年度）
- いよ×イチ 気象情報（NHK松山、2012年4月 - 2014年3月）
- おはよう東海（NHK名古屋、2014年3月31日 - 2016年4月1日）
- ほっとイブニング（NHK名古屋、担当気象予報士の寺尾直樹が不在の際に担当した。この時は朝6時台から出て夜6時台にも出ていた）
- Newsまるごと山梨（NHK甲府、2016年4月 - 2017年4月、毎週金曜担当）
- ゆうがたサテライト（テレビ東京、2017年10月23日 - 10月25日、久保井朝美の代理出演）
- Newsかいドキ（NHK甲府、2017年4月 -2019年3月 、金曜担当）